# فيليب أندرسون
فيليب أندرسون (بالإنجليزية: Philip W. Anderson)‏ عالم فيزياء أمريكي حائز على جائزة نوبل للفيزياء عام 1977 . له أعمال رائدة في مجال المغناطيسية المضادة Antiferromagnetism ومجال الموصلات الفائقة عند درجات الحرارة العالية.
ولد فيليب أندرسون في 13 ديسمبر 1923.

## روابط خارجية
- فيليب أندرسون على موقع الموسوعة البريطانية (الإنجليزية)
- فيليب أندرسون على موقع مونزينجر (الألمانية)
- فيليب أندرسون على موقع إن إن دي بي (الإنجليزية)